# 2017년 죽음
다음은 2017년에 사망한 저명한 인물 목록이다.